# 拉韦洛主教座堂
40°38′58″N 14°36′43″E / 40.64931°N 14.61204°E
拉韦洛圣母升天主教座堂（Duomo di Ravello）位于意大利坎帕尼亚大区拉韦洛中心的广场。建于1086 - 1087年。1918年7月，本笃十五世将其升为宗座圣殿。

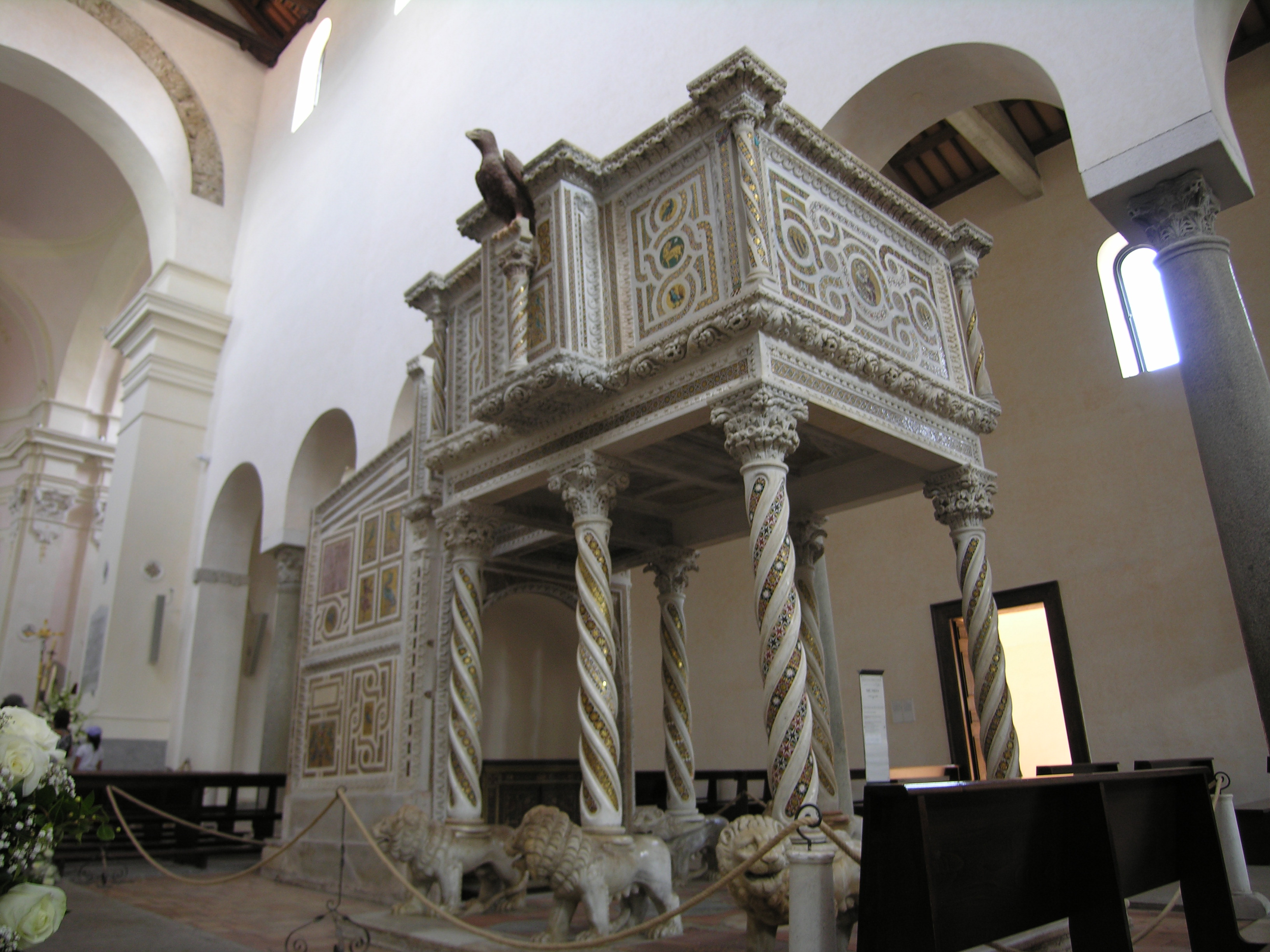

其青铜大门引人注目。钟楼为13世纪建筑。堂内供奉圣庞大良（Saint Pantaleon）的血液。